# Stanisław Kościałkowski

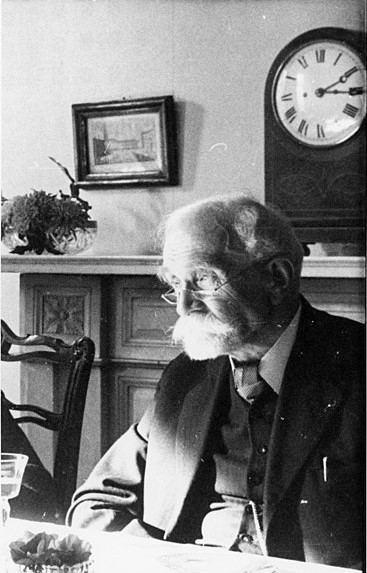
Stanisław Kościałkowski

Stanisław Kościałkowski (* 24. Oktober 1881 in Grodno, Gouvernement Grodno, Russisches Kaiserreich; † 2. September 1960 in Pitsford Hall, Northamptonshire, England) war ein polnischer Historiker. Wie vor und nach ihm kein anderer befasste er sich mit Antoni Tyzenhauz.

## Leben
Stanisław Kościałkowskis Vater war Józef Kościałkowski, der als Arzt und Sozialaktivist am Januaraufstand 1863 teilgenommen hatte. Die Mutter  war Ludwika Kościałkowska geb. Eysmont. Stanisław absolvierte bis 1900 in Grodno ein russisches Gymnasium. Er studierte ein Jahr lang an der Kaiserlichen Universität Warschau und dann an der Jagiellonen-Universität polnische Geschichte und Literatur. 1905 verteidigte er seine Doktorarbeit über Antoni Tyzenhauz, der sein Lebensthema wurde. Anschließend ging er als Stipendiat der Polska Akademia Umiejętności nach Rom.

### Vilnius
Kościałkowski zog 1906 nach Vilnius und unterrichtete als Polnischlehrer an staatlichen russischen Gymnasien. 1915 während der deutschen Besatzung in den geheimen Bildungsausschuss berufen, begann er mit der Organisation der polnischen Sekundar- und Hochschulbildung. Auf seine Initiative hin wurden im September 1915 zwei weiterführende Schulen in Betrieb genommen: eine für Jungen – das später nach Sigismund II. August benannte Gymnasium in Vilnius – und das Mädchengymnasium, das nach Eliza Orzeszkowa benannt wurde. Diese Schriftstellerin war mit der Familie Kościałkowski befreundet. Kościałkowski leitete einige Zeit beide Schulen und unterrichtete Geschichte Polens und Polnische Literatur.
Gleichzeitig engagierte er sich im Organisationskomitee der Polnischen Stefan-Batory-Universität. Seit 1919 im provisorischen Senat, wurde er 1921 zum stellvertretenden Professor und 1935 zum ordentlichen Professor ernannt. Eine Zeitlang war er Prodekan der Philosophischen Fakultät. Sein historisches Forschungsinteresse galt vor allem dem Großfürstentum Litauen.
Nach dem Überfall auf Polen und der Sowjetischen Besetzung Ostpolens lösten die litauischen Behörden die Stefan-Batory-Universität am 15. Dezember 1939 auf. Kościałkowski setzte seine Arbeit fort, indem er Schüler 1940/41 zu Hause im Geheimen unterrichtete. Zugleich betreute er die Sammlungen der Gesellschaft der Freunde der Wissenschaften in Vilnius.

### Deportation
Nach der Annexion Litauens durch die UdSSR (3. August 1940) im Juni 1941 wurde Kościałkowski vom NKWD verhaftet und in ein  Gulag im nördlichen Ural deportiert. Nach Ausbruch des Deutsch-Sowjetischen Krieges und des Sikorski-Maiski-Abkommens im Januar 1942 freigelassen, zog er mit der Anders-Armee in den Iran.

### Teheran
Kościałkowski entwickelte dort kulturelle und publizistische Aktivitäten und gründete die Gesellschaft für Iranistik. Außerdem lehrte er an der Polnisch-Iranischen Volksuniversität und in Kursen für Lehrer. Melchior Wańkowicz schrieb über das Treffen mit Kościałkowski in Teheran:

„Professor Stanisław Kościałkowski – ein heiliger Mann – leitet die Leitung der Gesellschaft für Iranistik. Als Professor an der Universität Vilnius arbeitete er dreißig Jahre lang an der Tyzenhaus-Ära (…). 1939 gab er das Manuskript zum Druck. Der Krieg zerstreute die gedruckten Blätter, zerstörte das Manuskript. „Opus vitae meae“, sagt der Autor traurig. Jetzt ist der Professor, der durch eine seltsame Wendung des Schicksals den Ural überlebt hat, fiebrig und stöhnt, wie man in unseren Grenzgebieten sagt. Trotzdem widmet er sich jeden Tag frei von Mängeln dem Institut, das er geschaffen hat.“

### Beirut
1945 zog Kościałkowski nach Beirut, wo er auch das kulturelle Leben und die Bildung organisierte. Er gründete das Polnische Wissenschaftliche Institut mit einem zweijährigen Zentrum für Polenstudien. Er nutzte seinen Aufenthalt im Nahen Osten, um die Geschichte von Polens Beziehungen zum Iran, zum Libanon und zu Syrien zu erforschen. In Beirut wohnten er und seine Frau im selben Block wie Helena Kornella und ihre adoptierte Nichte Halina (* 1940). Bei Helenas beruflichen und sozialen Verpflichtungen übernahmen die Kościałkowskis die alltägliche Betreuung des Kindes.

„I would then often go with them on long walks to the seaside on the outskirts of Beirut and was treated to wonderful tales about Poland as well as learning so much from them along the way. Prof. Kościałkowski was a truly great man and a scholar with an inexhaustible store of knowledge, yet extremely kind, humble and gentle, as indeed was also his wife.“

### England

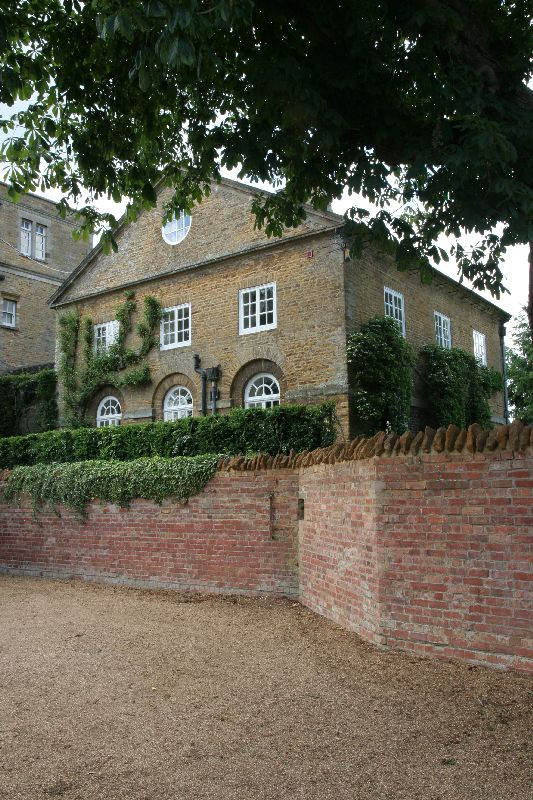
Dower House

Kościałkowski emigrierte 1950 nach England und lebte in Northamptonshire. Am Dower House, dem polnischen Internat der Nazareth-Schwestern in Pitsford, unterwies er Halina in Polens Sprache, Literatur und Geschichte. Die Wahl zum Rektor der Polnischen Universität in London nahm er nicht an. Er war Gründungsmitglied der Polnischen Wissenschaftlichen Gesellschaft im Ausland und Mitarbeiter der in Paris ansässigen Kultura.

## Ehe
1929 heiratete Kościałkowski Eugenia Żelska. 1888 in Wilna zur Welt gekommen, studierte sie an der Universität Wilna Sprachen. Mit einem Abschluss in französischer Sprache und Literatur unterrichtete sie als Lehrerin an einem Wilnaer Gymnasium. 1941 wurde sie mit ihrem Mann in den Ural deportiert. Nach acht Jahren im Iran und im Libanon kam sie 1950 mit ihm nach England. Bald nach der Ankunft zog das Ehepaar nach Pitsford. Katholische Nonnen, irisch-amerikanische und polnische, errichteten dort ein Internat für polnische Mädchen. Von den Kościałkowskis wurden sie in der Sprache und Literatur ihres Heimatlandes und in französischer Sprache unterrichtet. Vor allem mit ihrem Mann hat Eugenia Kościałkowska viel publiziert. Sie starb 1977 und wurde im Grab ihres Mannes beigesetzt.

## Ehrungen
- Orden Polonia Restituta, Kommandeurkreuz (1929)
- Silberner Lorbeerkranz der Polnischen Literaturakademie (1936)

## Veröffentlichungen
Übersetzte Titel
- Ein paar Einzelheiten über das Kadettenkorps in Niaswisch. Litauen und Ruthenien, Vilnius 1912, Bd. 4, Heft 1, S. 19–35.
- Aus Studien zur Geschichte der königlichen Ökonomien in Litauen. Vilnius 1914.
- Aleksander Zdanowicz. Vilnius 1918.
- Ein unbekannter Beitrag zur Jugend von Mickiewicz (Das Etui für eine Lackinschrift). Vilnius 1922.
- Aus der Geschichte der litauischen Steuerbehörde (zu Beginn der Herrschaft von Stanisław August 1765–1780). Vilnius 1924.
- Aus der Geschichte des Engagements für Wissenschaft und Lehre in Litauen. Warschau 1925.
- Notizen über den Narocz-See und den Fluss Narocz (basierend auf Beobachtungen, die während einer Bootsfahrt von Narocz nach Vilnius im Juli 1926 gemacht wurden). 1926.
- Aus der polemischen und juristischen Literatur des 18. Jahrhunderts. Historische und biblische Studie zu den Hintergründen des Falles des litauischen Hofschatzmeisters Antoni Tyzenhauz in den Jahren 1780–1784. Vilnius 1928.
- Michał Eustachy Brensztein – Lebenslauf und wissenschaftsjournalistische Tätigkeit mit bibliographischem Werkverzeichnis. Vilnius 1938.
- Ein Überblick über tausend Jahre polnische Geschichte. Teheran: Delegation des Ministeriums für religiöse Konfessionen und öffentliche Bildung in Teheran 1944.
- mit Melania Gołaszewska: Iranian bibliographic Polonica from 1942–1944. Teheran 1945.
- L'Iran et la Pologne a travers les siécles. Teheran: Société polonaise des études iraniennes 1943.
- Pater Maksymilian Ryllo TJ 1802–1848. Beirut 1946.
- Juliusz Słowacki, Anhelli, trans. Jussuf Assad Dagher, Vorwort und kommentieren. Stanisław Kościałkowski, Beirut: „Reduta“ 1949.
- Polen und Libanon und Syrien im Lauf der Geschichte. Beirut 1949.
- mit Melania Gołaszewska und Roman Zdzienski: Iranische Bibliographie Polonica von 1945, und Ergänzungen für die Jahre 1942–1944. Polnisches Institut Beirut 1949.
- mit Maria Lagowska: Libanesische Bibliographie Polonica von 1942–1949 (Januar-Juni). Polnisches Institut Beirut 1949.
- Historiker. Eine Einführung in die Geschichtswissenschaft. Polski Uniwersytet na Obczyźnie w Londynie (PUNO), London 1954.
- Antoni Tyzenhaus – Schatzmeister des litauischen Hofes. Studien zur inneren Geschichte Litauens zu Beginn der Herrschaft von Stanisław August (1765–1780). Stefan Batory University Academic Community, London 1956.
- Abenteuerstudien und Skizzen: Geschichte und ihre Grenzen zur Literatur. Stefan Batory University Academic Community, London 1956.
- Ein denkwürdiges, wenn auch unerwähntes Jubiläum – die Gesellschaft der Freunde der Wissenschaften in Vilnius zum 50. Jahrestag ihrer Gründung (1907–1957). London 1957.
- Hadziacka-Abkommen von 1658 – zu seinem 300-jährigen Jubiläum. Eastern Institute Reduta, Reading, Teheran 1958.
- Via lucis. The Marianum Institute in Great Britain, London 1958.
- Bemerkungen zur Endausgabe der „Geschichte Polens“, herausgegeben vom Wydawnictwo Naukowe PWN in Warschau: (Band 1 von 1764, Band 2, Teil 1 1764–1795), London: Polish Historical Society in Great Britain 1959.
- Fr. Erzbischof Romuald Jałbrzykowski Metropolit von Vilnius, Penrhos Home in Wales, Verlag Marianum w Służbie 1963.
- Antoni Tyzenhauz: Litauischer Hofschatzmeister, Bd. 1-2, vorbereitet von für den Druck Lidia Ciołkoszowa.  Stefan Batory University Academic Society Publishing House in London 1971.[5]
- Raptularz. London: USB Academic Community 1973.
- Les Polonais et leurs relations avec le Liban à travers les siècles = Polen und Libanon in der Geschichte,  von Mohammad Saleh el-Bondack, préf. de Michel China, Beyrouth 1992 (Nachdruck).
- Die Akten der Vilniuser Zünfte 1495–1759, gesammelt und aufbereitet für dr. Henryk Łowmiański, unter Beteiligung von Maria Łowmiańska und Stanisław Kościałkowski, Vorwort und Index, herausgegeben von Jan Jurkiewicz. Wydawnictwo Poznańskie, Posen 2006.

## Vorlesungs- und Vortragsskripte
- Rückblick auf die Geschichte Polens. Notizen aus Vorträgen [1], Zeit nach der Teilung , Vilnius: USB 1924.
- Rückblick auf die Geschichte Polens. Vorlesungsskript [2], Trimester 2 , Vilnius: USB 1925.
- Rückblick auf die Geschichte Polens. Vorlesungsskript [3], Trimester 3 , Vilnius: USB 1925.
- Rückblick auf die Geschichte Polens. Skript [4], Mittelalter. Trimester 1 , Vilnius: USB 1925.
- Rückblick auf die Geschichte Polens. Vorlesungsskript [5], Mittelalter. Trimester 2 , Vilnius: USB 1926.
- Rückblick auf die Geschichte Polens. Vorlesungsskript [6], Trimester 1 1926/1927 , Vilnius: USB 1926.
- Rückblick auf die Geschichte Polens. Vorlesungsskript [7], Trimester 2 , Vilnius: USB 1927.
- Rückblick auf die Geschichte Polens. Vorlesungsskript [8], Trimester 3 , Vilnius: USB 1927.
- Rückblick auf die Geschichte Polens. Notizen aus Vorlesungen [9], Kurs 3: Von der Herrschaft Sigismunds 3 bis zur ersten Teilung: Studienjahr. 1927/1928 , Vilnius: USB 1928.
- Polnische Geschichtsschreibung in der Ära von Naruszewicz und seiner Schule. Skript nach Vorlesungen von Stanisław Kościałkowski , Vilnius: USB Student Historians’ Publishing House 1937.
- Geschichte. Geschichtsschreibung. Historiker: Einführungsvortrag zur Eröffnung der Abteilung für Polenstudien am Polnischen Institut in Beirut. Beirut 1948.

## Herausgeber
- Vilnius und das Vilniuser Land: monografische Gliederung, Bd. 1–2. Vilnius: Provinzielles Regionalkomitee 1930–1937.
- mit Barbara Mękarska-Kozłowska: Lernen wir unsere Vergangenheit kennen. Ein Überblick über die Nachrichten aus der Geschichte Polens von den Piasten bis 1945, 3 Ergänzungen, Józef Piłsudski Institute, London, 1988.